# Valdur Mikita

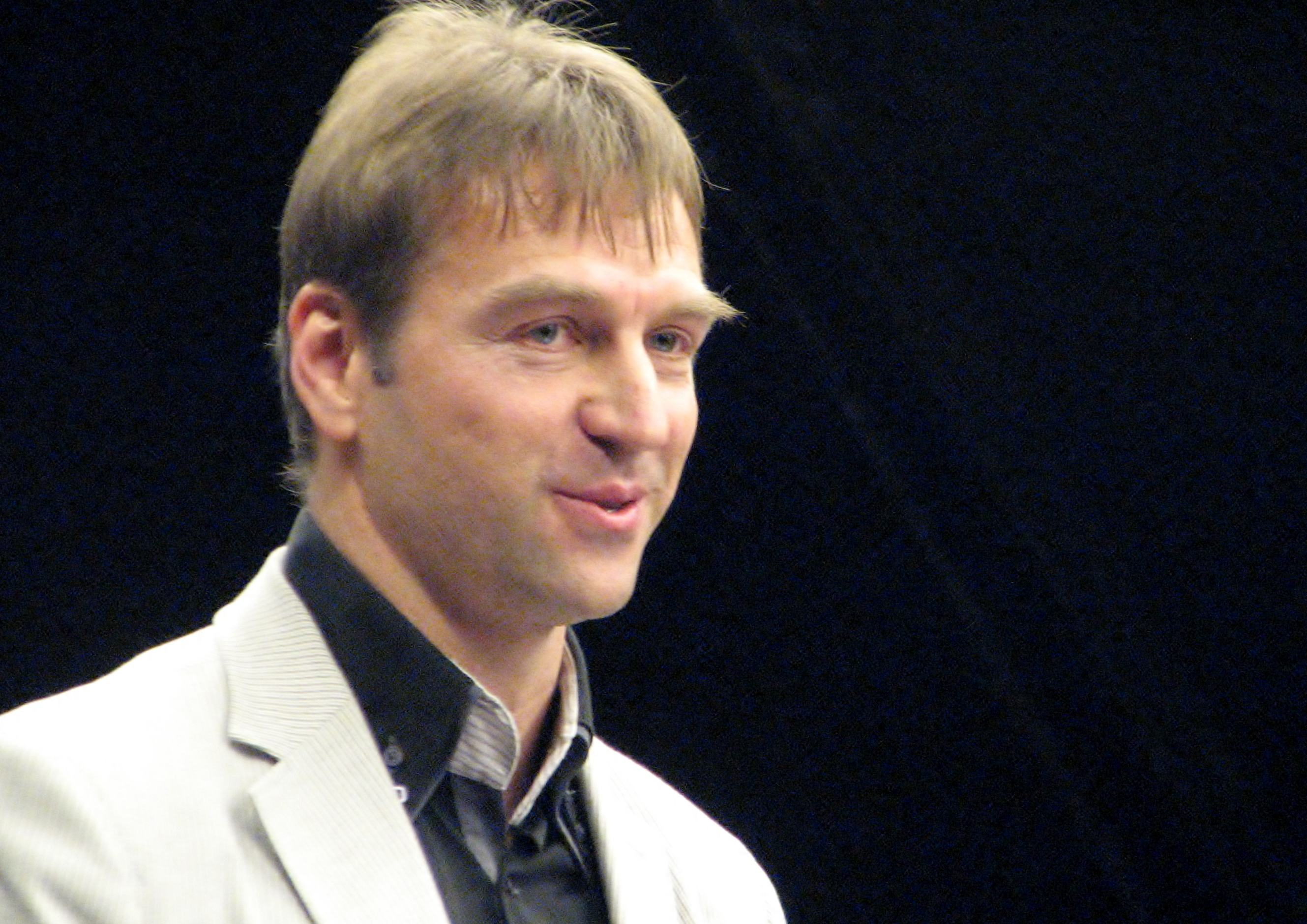
Valdur Mikita 2010

Valdur Mikita (* 28. Januar 1970 in Rakvere) ist ein estnischer Semiotiker und Schriftsteller.

## Leben
Valdur Mikita ging in Suislepa im Kreis Viljandi zur Schule und studierte danach an der Universität Tartu Biologie. Nach seinem dortigen Abschluss (1992) spezialisierte er sich auf Semiotik. In diesem Fachgebiet machte er 1994 seinen Magister und 2000 seinen Doktor. Danach hat er sowohl als Dozent als auch im Marketingbereich gearbeitet.

## Literarisches Werk
Mikitas lyrisches und essayistisches Werk liegt an der Schnittstelle zwischen Semiotik und Literatur. Schon in den Kritiken zu seinem Debüt wurde festgestellt, dass die Einordnung schwierig sei, weswegen Mikitas Texten „avantgardistische Eigenschaften“ und ein „manifestartiger Rahmen“ zugesprochen wurde. Auch sind sie als „absurd-dadaistische Sprachspiele“ bezeichnet worden. Die späteren Werke befassen sich vor allem mit der Identität der Esten und sind bisweilen mit dem Werk von Lennart Meri verglichen worden. In lockerem essayistischen Stil versucht der Autor „einen nachhaltigen eigenen Mythos für Estland“ zu finden, indem er die „verschiedenen mythogeographischen Räume, die bei unserer Identitätsfindung eine Rolle gespielt haben, zusammenzufügen versucht.“ Wenngleich seine Werke auch auf Kritik stoßen, ist das Urteil des Schriftstellerkollegen Andrus Kivirähk repräsentativ: „Natürlich kann jemand, der Mikitas Theorien kritisieren will, viel Ungereimtheiten finden, […] aber wozu? Was Mikita schreibt, ist in erster Linie ein Mythos – und Mythen werden nicht kritisiert. […] Und man darf Mythen auch nicht zu ernst nehmen, sonst werden es fixe Ideen und eine amtliche Religion.“

## Deutsche Übersetzungen

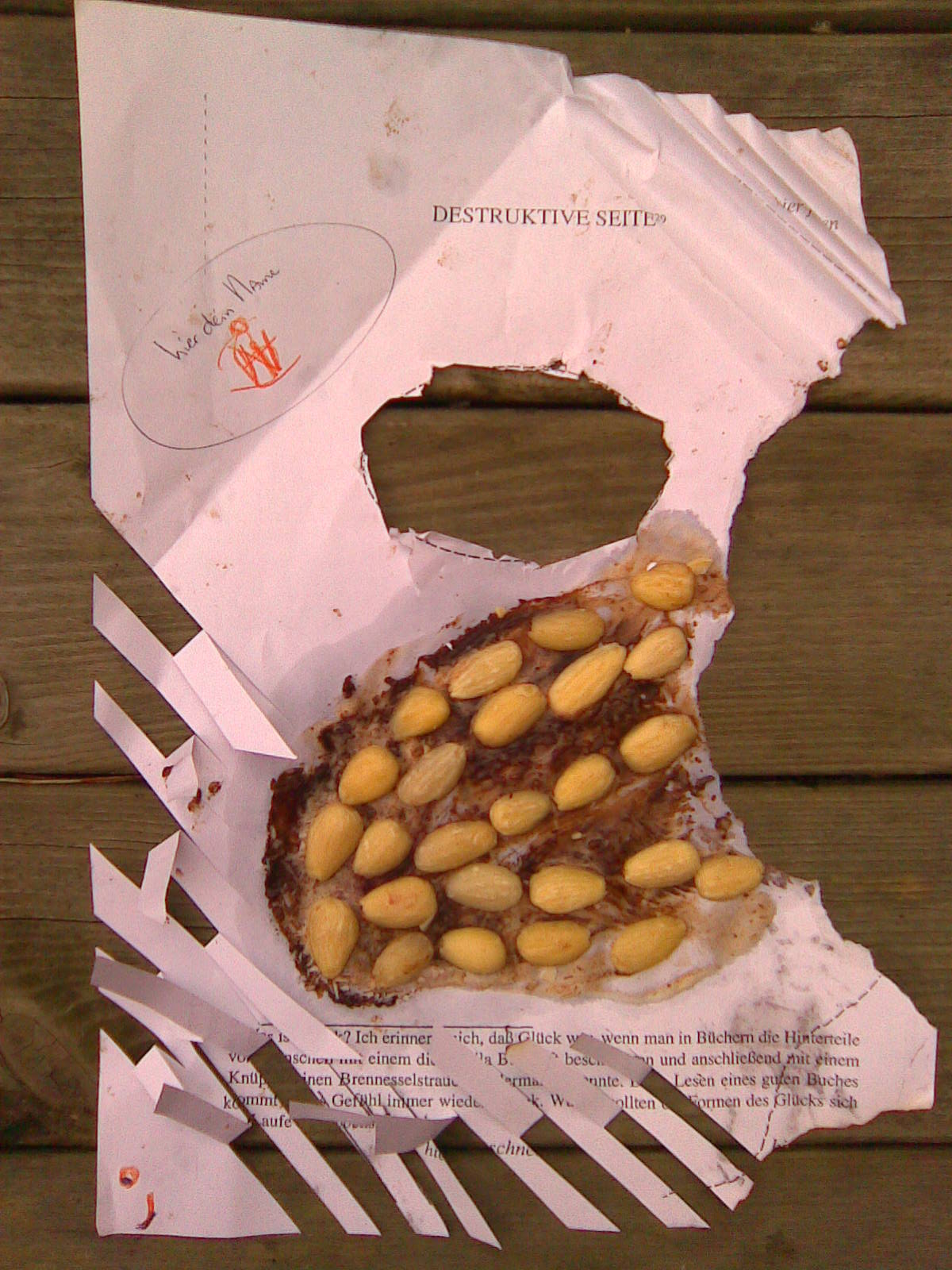
Beispiel einer ausgeführten „Destruktiven Seite“

Das Gedicht „Destruktive Seite“ aus dem Band Wanderung ins Reich der Hampelmanndichtung ist in deutscher Übersetzung erschienen in Estonia 2004, S. 60–63. Es handelt sich um ein sozusagen „multisinnliches“ Gedicht, bei dem man selbst Hand anlegen muss, indem die Seite bearbeitet, beispielsweise gefaltet oder durchstochen o. ä., werden muss.
2020 erschien ein Extrakt seiner Essays auch auf Englisch und Deutsch:
- Forestonia - Estwald - Mine metsa! Compiled and edited by Valdur Mikita and Cornelius Hasselblatt. English translation by Adam Cullen (S. 5-73). Deutsche Übersetzung von Cornelius Hasselblatt (S. 75-150). Tartu: Kirjastus Välgi Metsad 2020. 215 S.

## Auszeichnungen
- 2009 August-Gailit-Novellenpreis
- 2014 Literaturpreis von Virumaa
- 2014 Preis des Estnischen Kulturkapitals (Freie Kategorie)
- 2020 Kreutzwald-Erinnerungsmedaille

## Bibliografie
- Äparduse rõõm. Keele- ja kultuurimänge ('Freude am Misserfolg. Sprach- und Kulturspiele'). Tartu: s.n. 2000. 167 S.
- Rännak impampluule riiki ('Wanderung ins Reich der Hampelmanndichtung'). Tallinn: s.n. 2001. 148 S.
- Metsik lingvistika. Sosinaid kartulikummardajate külast ('Wilde Linguistik. Geflüster aus dem Dorf der Kartoffelbücker'). Tallinn: Grenader 2008. 128 S.
- Teoreem ('Theorem'). s. l.: Hm OÜ 2011. 127 S.
- Lingvistiline mets. Tsibihärblase paradigma, teadvuse kiirendi. ('Der linguistische Wald. Das Paradigma der Bachstelzen, Bewusstseinsbeschleuniger') Välgi metsad: Grenader 2013. 240 S.
- Lindvistika ehk metsa see lingvistika ('Vogelistik oder in den Wald mit der Linguistik'). Välgi metsad. 2015. 236 S.